# Tving
Tving er/var en landsby i Fraugde Sogn nævnt første gang i 1512 og har sin placering sydvest for Fraugde. Hvad der engang var en landsby består i dag af en samling spredte gårde og huse uden decideret landsbystatus. Bygningerne er koncentreret omkring et område, hvor Tingkærvej og Tvingvej mødes i et T-kryds. Det åbne areal mellem bygningerne er med til at opløse landsbykernen. Der har ligget nogle gårde af anselig størrelse i bebyggelsen, herunder Munkegård (stuehuset gik under benævelsen Munkehuset), Herreds-fogedgård og Mettesminde. Tidligere hørte de forskellige ejendommen til Fraugdegaard som fæstebønder.
Munkehuset er i 2015 revet ned og en villa i træ er opført på stedet. 
Der er spor efter et tidligt forsøg på råstofudvinding ved huset på Tingkærvej. Det drejer sig her om grusgravning tilbage fra starten af 1900-tallet. Der er opstået en større virksomhed i Tving, i form af gartneri Thoruplund. Gartneriet ligger ikke i selve Tving, men støder op denne. Gartneriet startede i 1946 som et familiefortagende med et lille husmandssted, der er vokset støt siden. Stedet giver i dag arbejde til omkring 15-20 ansatte fra hele lokalområdet.
Ved det nu nedrevende Munkehuset ligger der en forhøjning i overfladen på cirka 35 gange 35 meter, hvor pløjejorden er rød af munkesten. I jorden er der bevaret hele munkesten, og jorden er meget rød af knuste teglsten. Der er forskellige forklaringer på, hvad koncentrationen af munkesten skal tolkes som. I folkemunde har det heddet sig, at der har ligget et munkekloster, hvilket navnet Munkehuset også antyder. Det genbrugte tømmer i Fraugdegaard og muligvis i munkehuset menes ligeledes at kunne have sin oprindelse her. I 1440, på Aasum Herreds Ting, nævnes et klostergård i Fraugde, men muligvis peger dette bare på, at ejerskabet har ligget hos et kloster i Odense. Det vil sige, at bygningen i Fraugde ikke nødvendigvis har fungeret som kloster, men det har været i et odenseansk klosters besiddelse. I Nationalmuseets herredsbeskrivelse fra 1892 er der registeret tegl i marken, og det skønnes, at det drejer sig om et teglværk fra middelalderen.